# Jōhatsu

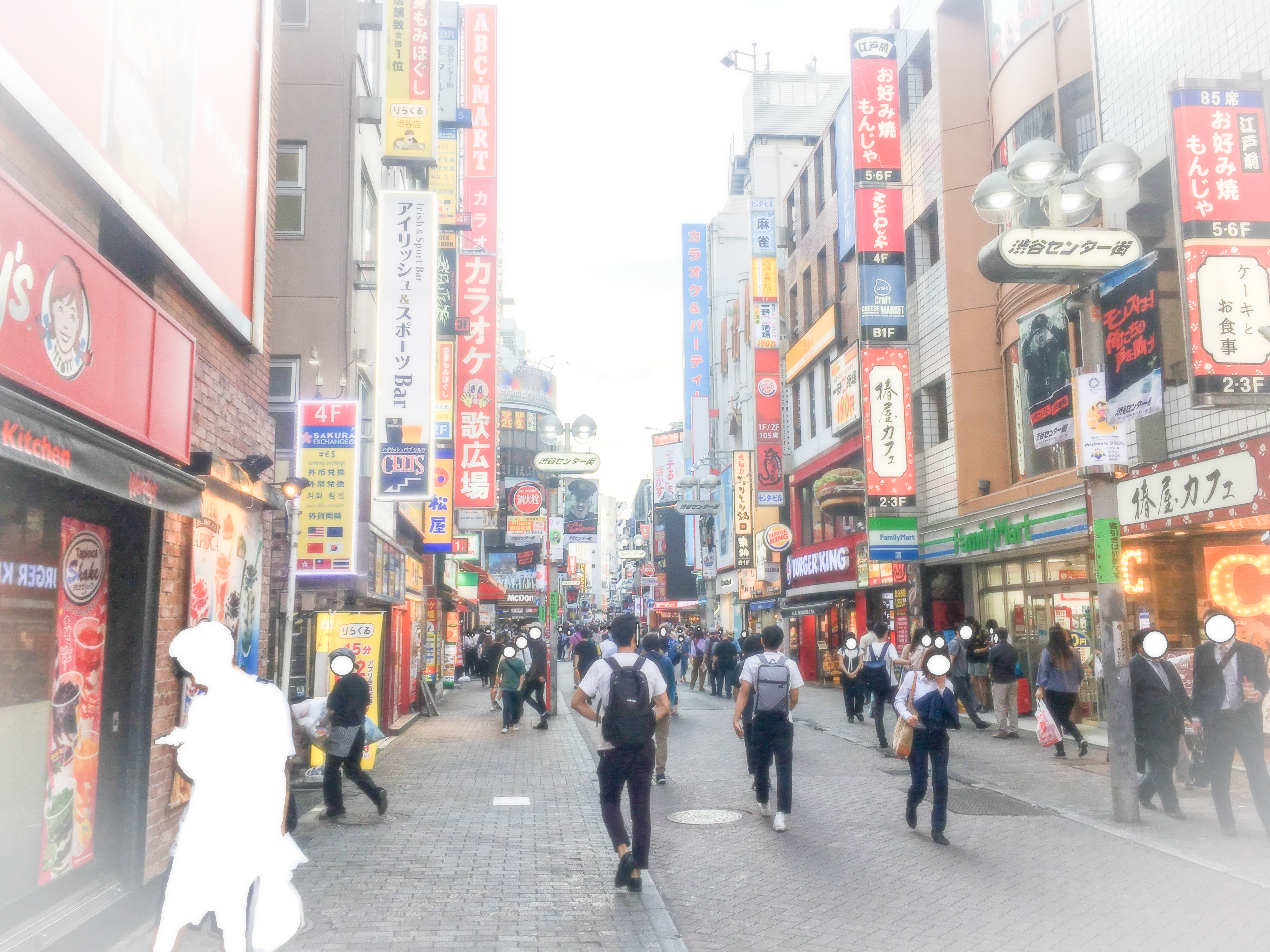
Les jōhatsu disparaissent souvent pour échapper à la honte de la société.

L'expression japonaise jōhatsu (蒸発, litt. « évaporation ») est utilisée au Japon pour désigner les personnes qui disparaissent volontairement de leur vie établie sans laisser de trace, abandonnant leur travail et leur famille. Ce phénomène peut être observé partout dans le monde, comme aux États-Unis, au Royaume-Uni et en Allemagne y compris en France,,. Cependant, il est plus répandu au Japon compte tenu de certains facteurs culturels,.
La démarche des Japonais désirant disparaître est facilitée par l'existence d'entreprises tout à fait légales qui aident leur clients à disparaître en leur proposant une assistance logistique, ou juste grâce à des guides vendus en librairie qui expliquent comment devenir jōhatsu. Ces personnes sont rarement retrouvées en raison des lois japonaises très strictes sur la vie privée qui empêchent le traçage des transactions financières ou l'accès aux images de caméras de surveillance, et la police n'interviendra qu'en cas de crime ou d'accident.

## Contexte
Il est émis l'hypothèse que la stricte culture du travail au Japon (en), combinée au manque de soutien familial et communautaire, contribue à la prévalence du jōhatsu au Japon. De plus, quitter une entreprise est considéré comme honteux dans la culture japonaise. Les issues potentielles à cette vie sont donc le suicide, la mort au travail (karōshi) ou devenir jōhatsu. Cela peut également épargner à la famille les coûts élevés qui peuvent être associés au suicide (par exemple, les dettes, les frais de nettoyage et les frais d'interruption de service dans le contexte des suicides sur les voies ferrées).
Des pressions sociétales similaires sont théorisées comme contribuant à la prévalence des hikikomori et à un taux de suicide relativement élevé.

## Histoire
Le terme jōhatsu commence à être utilisé dans les années 1960. À cette époque, il est utilisé dans le contexte des personnes qui décident d'échapper à des mariages malheureux plutôt que de subir une procédure de divorce officielle.
Au cours des années 1990, l'économie japonaise décline, entraînant une augmentation du nombre de jōhatsu et de suicides, de nombreux salarymen ayant perdu leur emploi et/ou accumulé des dettes.

## Prévalence
Au Japon, le sujet du jōhatsu est tabou dans les conversations, tout comme celui du suicide. Il est estimé que 100 000 Japonais disparaissent chaque année, et cela peut être sous-estimé dans les chiffres officiels. En 2015, la police japonaise a enregistré 82 000 personnes disparues dont 80 000 ont été retrouvées avant la fin de l'année. En comparaison, la même année, la Grande-Bretagne reçoit 300 000 appels pour signaler une personne disparue, bien que sa population soit environ la moitié de celle du Japon. De plus, il n'existe pas de base de données des personnes disparues au Japon.
L'Association japonaise de soutien à la recherche de personnes disparues, une organisation à but non lucratif dédiée au soutien des familles du jōhatsu, estime que des centaines de milliers de personnes disparaissent chaque année.

## Motivation
Les gens deviennent jōhatsu pour un certain nombre de raisons, notamment la dépression, la dépendance, l'inconvenance sexuelle et le désir d'isolement. Parfois, cela est utilisé pour échapper à la violence familiale, aux dettes de jeu, aux cultes religieux, aux harceleurs, aux employeurs et aux situations familiales difficiles,. La honte de perdre son emploi, de divorcer et même d'échouer à un examen peut aussi motiver les gens à disparaître,. Dans certains cas, devenir jōhatsu est un moyen de prendre un nouveau départ. Lorsqu'ils disparaissent, ils peuvent abandonner leurs anciennes résidences, emplois, familles, noms et même apparences.

## Industrie
Les entreprises qui assistent les jōhatsu s'appellent yonige-ya, ce qui signifie « boutiques de nuit ». Ces établissements sont relativement accessibles et possèdent leur propre site Internet. Un yonige-ya en particulier peut facturer entre 50 000 ¥ (450 $) et 300 000 ¥ (2 600 $) pour ses services, qui dépendent d'un certain nombre de facteurs comme le montant des biens, la distance, s'il s'agit d'un déménagement nocturne, si les enfants sont inclus et si le client se soustrait à des agents de recouvrement. Parfois, les gens disparaissent d'eux-mêmes sans l'aide de yonige-ya. Pour les moins fortunés, il existe également des guides qui peuvent aider à devenir jōhatsu avec des titres évocateurs comme L'évaporation parfaite : reprenez votre vie à zéro ou Le manuel complet de la disparition.
Des agences de détectives sont parfois utilisées pour retrouver des jōhatsu. Parfois, ces personnes passent du temps dans des salles de pachinko et des chambres d'hôtel bon marché, et d'autres fois, elles se sont suicidées. San'ya, un quartier pauvre de Tokyo qui abritait auparavant des milliers de travailleurs journaliers, serait un lieu de cachette pour les jōhatsu. Kamagasaki à Osaka est un autre quartier où il est possible de vivre sans pièce d'identité et est donc également favorisé. Ces communautés sont des bastions yakuza, car beaucoup d'emplois y sont rémunérés en espèces,. La plupart du temps, surtout en raison des strictes lois sur la vie privée au Japon, les jōhatsu sont introuvables,. La plupart des affaires judiciaires de jōhatsu sont des affaires civiles et les données personnelles ne sont pas facilement accessibles. La police n'interviendra pas à moins qu'il n'y ait un crime ou un accident.